# كأس ألمانيا 1963–64
كأس ألمانيا 1963–64 (بالألمانية: DFB-Pokal 1963/64)‏ هو الموسم 21 من كأس ألمانيا. أشرف على تنظيمه اتحاد ألمانيا لكرة القدم، وكان عدد الأندية المشاركة فيه 32، وفاز فيه ميونخ 1860.